# جانيس ريد
جانيس ريد (بالإنجليزية: Janice Reid)‏ هي عالمة الإنسان أسترالية، ولدت في 19 سبتمبر 1947 في Brighton, South Australia ‏ في أستراليا.